# 桜木遺跡 (世田谷区)

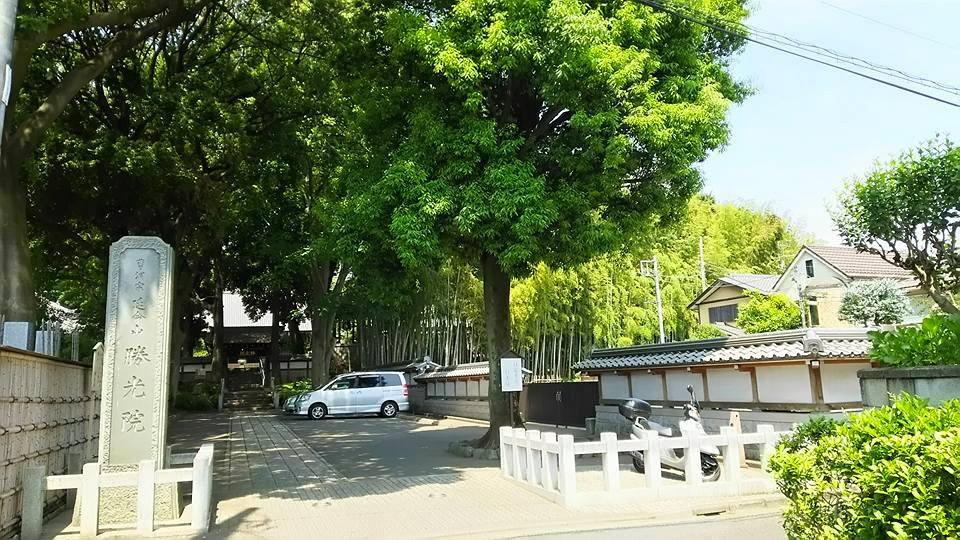
勝光院（曹洞宗）の入口。桜木遺跡のある桜一丁目から三丁目は、かつてこの寺の寺領であった。

桜木遺跡（さくらぎいせき）は、東京都世田谷区桜一丁目に所在する旧石器時代から近現代に至る複合遺跡である。世田谷区のほぼ中央部にあたる台地上に位置し、その範囲は東西に約400メートル、南北に約220メートル、面積は約80,000平方メートルと推定されている。2005年（平成17年）に初めて発掘調査（第0次調査）が行われ、同年の第1次調査で350棟以上にのぼる縄文時代の建物跡が発見された。世田谷区内の大規模な縄文遺跡の1つで、東京都下でも最大級の環状集落と評価される。
前述の第0次調査から2015年（平成27年）の第11次調査まで、14回にわたって本発掘調査が行われ、今後も引き続き調査が予定されている。これまでの発掘調査において縄文時代中期の大規模な集落遺跡である点がとりわけ注目され、目黒川・烏山川水系に分布する縄文時代中期の集落遺跡群において中核的な存在である「拠点集落」との推定がなされている。この遺跡から出土した縄文時代の遺物は、2009年（平成21年）に「桜木遺跡出土の縄文時代遺物一括」として世田谷区の指定有形文化財（考古資料）に指定された。

## 遺跡の概説
世田谷区で旧石器時代（先土器時代）の遺跡の存在が初めて確認されたのは、1952年（昭和27年）のことである。この年は日本の旧石器時代遺跡発見の嚆矢となった岩宿遺跡（群馬県みどり市）の発掘調査から数えると3年目にあたり、東京都内で初の旧石器時代遺跡と判明した茂呂遺跡（板橋区）調査の翌年でもあった。
この年の9月、直良信夫、江坂輝弥、佐藤敏也などが世田谷区代田にある通称を「根津山」という地域の住宅地区整理工事に立ち会った。彼らは立川ローム層の中から礫器や剥片石器とともに、焼けた礫が集中している部分を発見した。この地点はのちに「根津山遺跡」（世田谷区遺跡番号70）として登録された。このように、世田谷区においては比較的早い時期に旧石器時代遺跡の存在が知られていたが、本格的な調査は長きにわたって未実施のままであった。
桜木遺跡についても、本格的な調査が行われたのは2005年（平成17年）になってからであった。1984年（昭和59年）3月に三田義春（世田谷区郷土資料館資料編集員）が執筆した『世田谷・桜・弦巻の歴史』という小冊子では「縄文中後期」の遺跡とされ、出土品として「土器片・石鏃・石斧・貝斧」が記述されるのみのごく簡略な記述であった。
2005年（平成17年）に始まった本格的な調査で、桜木遺跡は旧石器時代から近現代に至る複合遺跡であることが判明した。とりわけ注目を集めたのは、縄文時代の建物跡の発見で、その数は350棟以上にのぼっていた。これらの建物跡は時代的には縄文中期のもので、「環状集落」と呼ばれる広場を中心としてドーナツ状に広がる当時の「ムラ」の様子や人々の生活について知ることのできる遺跡である。
桜木遺跡は、世田谷区内では大規模な遺跡の1つである。東京都下でも、縄文時代の集落遺跡としては最大級の規模と内容を有するものである。国分寺崖線沿いに存在する遺跡では縄文時代の大規模な集落遺跡が発見されていたが、桜木遺跡のように、内陸部にあたる目黒川・烏山川水系沿いにある縄文時代の大規模な集落遺跡は貴重なもので、学術的にも重要なものとされる。目黒川・烏山川水系に分布する縄文時代中期の集落遺跡群において中核的な存在である「拠点集落」との推定がなされている。この遺跡から出土した縄文時代の遺物は、2009年（平成21年）に「桜木遺跡出土の縄文時代遺物一括」として世田谷区の指定有形文化財（考古資料）に指定された。
なお、東京都区部や都区部西側に隣接する地域である武蔵野台地東部では早くから都市化が進展しており、例えば多摩地域のように大規模な開発に伴って縄文時代の集落の全貌が明らかとなることは少なかった。このため武蔵野台地東部では、縄文時代の集落研究があまり進んでいなかった。桜木遺跡もやはり古くから宅地化が進んでいたため、本格的な遺跡調査が困難な地域であったが、近年、まとまった規模の再開発が行われた際に実施された発掘調査の結果、その存在が明らかとなった。
遺跡については、区議会の質疑において建物跡などを復元しての保存を希望する意見が出た。しかし、桜木遺跡の中心部にあたる土地を所有している警視庁との関係もあって、建物跡などの遺跡については「記録のみ」の保存、遺物や出土品については現物を保存することになった。

## 桜木遺跡と周辺

### 遺跡の立地
世田谷区は東京都内において有数の遺跡（周知の埋蔵文化財包蔵地）密集地帯であり、区内のほぼ全域に分布が認められる。遺跡の時代としては約30,000年前の石器製作跡を最古として、近世の大名陣屋など比較的新しいものまで、ほぼすべての時代の遺跡が存在している。世田谷区内にある300か所を超える遺跡のうち、その約半数で縄文時代遺構の存在が想定されている。とりわけ、縄文時代の遺跡についてはおよそ4,500年前の中期にあたる遺跡が数多く発見されていて、「ムラ」（集落）の変遷をたどることが可能な竪穴建物や墓壙、貯蔵穴、落とし穴などの遺構が多数確認されている。
桜木遺跡のある桜一丁目は、世田谷区の中央部に位置し、目黒川の上流域、烏山川の中流域にあたる。この付近は標高が約40メートルあり、古多摩川によって形成された3段の河岸段丘面からなる台地（武蔵野台地）である。台地上には、多摩川・目黒川・呑川の各水系に属する小さな河川の流れによって多くの谷が刻まれている。
桜木遺跡は、武蔵野段丘面の目黒台と呼ばれる部分に所在している。目黒台の台地は北側を目黒川水系の烏山川（台地の北西方面奥部を水源とする）、南側を細谷戸川（ほそやとがわ、桜三丁目に水源を持つ）という小河川に挟まれ、この2河川が合流する方向に舌状に突き出した形となっている。台地とその北側を流れる烏山川との比高差は、約5メートルである。
桜木遺跡がある段丘面は周辺の段丘面よりも浸食が進んでおらず、起伏の少ない比較的平坦な土地が広がっている。一方、桜木遺跡東側の烏山川、細谷戸川の合流点付近は、遺跡周辺では最も広い低地となっている。
遺跡の推定範囲は、東西に約400メートル、南北に約220メートル、推定の面積は約80,000平方メートルとされる。都市化の進行のために、遺跡の大部分が住宅地となっている。

### 周辺の遺跡
桜木遺跡の所在する烏山川流域や、烏山川と同じく目黒川水系に属する北沢川の流域は、世田谷区内でも遺跡の密集度が比較的高い地域とされる。これらの河川に面する台地上には旧石器時代から中世に至る各時代の遺跡が分布していて、とりわけ縄文時代の集落が多く認められる。
縄文時代の集落遺跡については、多摩川沿いの国分寺崖線上に諏訪山、奥沢台、下野毛、瀬田、堂ケ谷戸、大蔵（いずれも世田谷区）などの遺跡群が連なり、これらは詳細は明らかではないものの、大規模集落との推定がなされている。しかし、内陸部に入ると桜木遺跡と同じ目黒川水系の下流域で鶴ケ久保、蛇崩（いずれも世田谷区）、大橋（目黒区）などの中規模集落が見つかっている程度で、上流部にさかのぼると八幡山、廻沢北、船橋本村北、千歳、向山、新井、丸下（いずれも世田谷区）など、確認されているのは小規模な集落の存在のみである。
2005年（平成17年）に始まった本発掘調査によって、桜木遺跡からは縄文時代中期の建物跡が多数見つかっている上にその継続期間が長いことが判明してきた。目黒川水系に存在した最大の縄文時代中期集落であり東京都内でも最大の規模と目され、同水系に分布する小規模集落遺跡群を結ぶネットワークの中核的な存在であるとの推定がなされている。

## 発掘調査

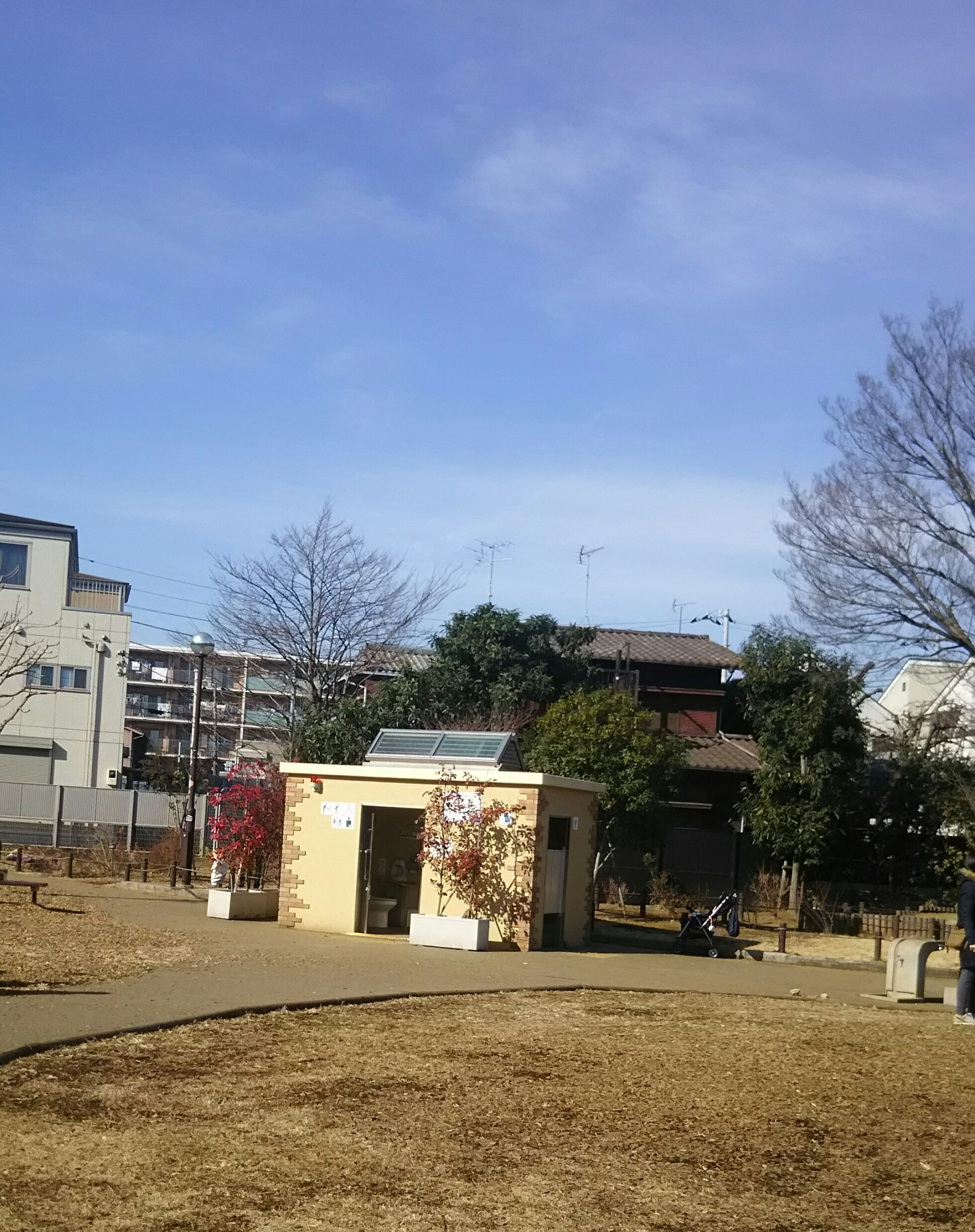
桜木ふれあい緑地（桜一丁目27番28号）。この付近で第0次調査などが実施された。この緑地は東京都立母子保健院の跡地でもあり、2009年（平成21年）12月25日に「桜木ふれあい緑地」として開園した（面積は1944.64平方メートル）。

前述したとおり、桜木遺跡について本格的な調査が初めて行われたのは2005年（平成17年）になってからであった。この年の2月14日、集合住宅建設に伴う事前調査（第0次調査）が世田谷区桜一丁目27番で実施された。調査は4月1日まで継続され、299.295平方メートル（A区：199.215平方メートル、B区：100.008平方メートル）が発掘された。
本発掘調査はこの第0次調査以降、2015年(平成27年）の第11次調査まで、合計で14回行われた。以下に各次調査の概略、次いで調査によって判明した各年代の遺構や出土物などについて記述する。

### 各次調査の概略
第0次調査
- 調査期間：2005年（平成17年）2月14日-4月1日
- 調査地点：世田谷区桜一丁目27番
- 調査理由：集合住宅建築に伴う事前調査
- 調査面積：299.295平方メートル（A区：199.215平方メートル、B区：100.008平方メートル）
- 主な遺構等：旧石器時代の剥片石器2点、縄文時代の建物跡1棟とピット10基、近世以降の溝7条と土坑1基[8]

第1次調査
- 調査期間：2005年（平成17年）4月1日-2006年（平成18年）3月31日
- 調査地点：世田谷区桜一丁目34番、35番、36番
- 調査理由：官舎建設に伴う事前調査
- 調査面積：約18,000平方メートル
- 主な遺構等：縄文時代の建物跡223（建て替えを含め）372棟、竪穴建物11棟、掘立柱建物跡3棟等、その他古墳時代-平安時代の竪穴建物跡、近世-近代の溝、近現代の土坑等[8]

第2次調査
- 調査期間：2006年（平成18年）6月5日-6月23日
- 調査地点：世田谷区桜一丁目27番
- 調査理由：個人・賃貸併用住宅の建築に伴う事前調査
- 調査面積：114.69平方メートル
- 主な遺構等：縄文時代中期の建物跡・土坑・ピット・溝等、近現代の待避壕3基等[8]

第3次調査
- 調査期間：2007年（平成19年）3月6日-3月22日
- 調査地点：世田谷区桜一丁目31番
- 調査理由：個人・賃貸併用住宅の建築に伴う事前調査
- 調査面積：68.46平方メートル
- 主な遺構等：縄文時代中期の建物跡3棟・土坑8基・ピット7基・溝等、近世以降の溝1条、近現代の待避壕2基[8]

第4次調査
- 調査期間：2008年（平成20年）2月18日-3月27日
- 調査地点：世田谷区桜一丁目48番
- 調査理由：都道補助第128号線工事に伴う事前調査
- 調査面積：425.64平方メートル
- 主な遺構等：縄文時代の建物跡2棟・土坑10基・ピット135基、近世以降の溝1条[8]

第5次調査
- 調査期間：2008年（平成20年）4月1日-6月20日
- 調査地点：世田谷区桜一丁目48番
- 調査理由:桜木中学校改築工事に伴う事前調査
- 調査面積：715.06平方メートル
- 主な遺構等：縄文時代の建物跡4棟・土坑4基・ピット55基、近世以降の溝2条・掘立柱建物跡1棟[8]

第6次調査
- 調査期間：2009年（平成20年）1月28日-2月28日
- 調査地点：世田谷区桜一丁目30番
- 調査理由：共同住宅建築に伴う事前調査
- 調査面積：170.6平方メートル
- 主な遺構等：縄文時代の建物跡3棟・土坑・ピット176基[8]

第7次調査
- 調査期間：2009年（平成20年）4月6日-5月15日
- 調査地点：世田谷区桜一丁目31番
- 調査理由：個人・賃貸併用住宅の建築に伴う事前調査
- 調査面積：238.8平方メートル
- 主な遺構等：縄文時代の建物跡3棟・土坑9基・ピット36基[8][30]

第8次調査（その1）
- 調査期間：2010年（平成22年）4月1日-10月30日
- 調査地点：世田谷区桜一丁目27番・28番・29番
- 調査理由：都道補助第128号線工事に伴う事前調査
- 調査面積：約2,223平方メートル
- 主な遺構等：旧石器時代のナイフ形石器、縄文時代の建物跡12棟（建て替えを含め17棟）・竪穴建物4棟・墓壙1基等、弥生時代の土器、古墳時代の土師器、近世-近代の溝6条、近現代の待避壕5基[8][31][32]

第8次調査（その2）
- 調査期間：2011年（平成23年）4月1日-7月13日
- 調査地点：世田谷区桜一丁目27番
- 調査理由：都道補助第128号線工事に伴う事前調査
- 調査面積：約205.13平方メートル
- 主な遺構等：縄文時代の建物跡2棟・落とし穴土坑3基・土坑8基・ピット113基[8]

第9次調査
- 調査期間：2011年（平成23年）10月5日-10月13日
- 調査地点：世田谷区桜一丁目27番
- 調査理由：個人住宅の建築に伴う事前調査
- 調査面積：約18.4平方メートル
- 主な遺構等：縄文時代の土坑1基・集石2基・ピット7基[8]

第10次調査
- 調査期間：2012年（平成24年）4月16日-5月10日
- 調査地点：世田谷区桜一丁目30番
- 調査理由：共同住宅建築に伴う事前調査
- 調査面積：100.15平方メートル
- 主な遺構等：縄文時代のピット1基、近世-近代の溝5条・ピット5基[8]

第8次調査（その3）
- 調査期間：2013年（平成25年）4月1日-9月30日、11月13日-21日[33]
- 調査地点：世田谷区桜一丁目27番[33]
- 調査理由：都道補助第128号線工事に伴う事前調査[34]
- 調査面積：1107.1平方メートル[34]
- 主な遺構等：縄文時代の建物跡10棟・落とし穴2基・ピット・土坑214基、近世の土壙墓69基・溝3条、近現代の待避壕3基[35]

第11次調査
- 調査期間：2015年（平成27年）5月28日-9月16日[36][37]
- 調査地点：世田谷区桜一丁目27番ほか（第8次調査の隣接地域）[36][37]
- 調査理由：都道補助第128号線整備事業に伴う事前調査[36][37]
- 調査面積：360平方メートル[36][37]
- 主な遺構等：縄文時代の建物跡2棟、ピット10基、土器、石器、三角柱状土製品、近世以降の溝8条、土坑2基、待避壕1基、ピット1基[38][39][37]

### 時代別の遺構等

#### 旧石器時代
第0次調査と第1次調査、第8次調査（その1）において、旧石器時代の遺物が発掘されている。第0次調査で見つかったのは、剥片が2点のみであった。
第1次調査では、旧石器時代の遺物と遺構の有無などを確認するために、試掘坑（2×2メートル）を合計20本設定して立川ローム層のX層まで調査を行った。ただし、ローム層からは遺物を見つけることができず、縄文時代中期の建物跡の覆土中からナイフ形石器1点、2次加工のある剥片が1点出土している。第8次調査（その1）では、ナイフ形石器が1点発見された。
第6次調査および第11次調査では、第0次調査、第1次調査と第8次調査（その1）で旧石器時代の遺物が出土していることを受けて調査坑を掘って確認調査を実施したものの、遺物の検出には至らなかった。

#### 縄文時代
縄文時代の遺構等については、合計14回の調査のすべてにおいて発見されている。その中でとりわけ注目されたのは、第1次調査での350棟以上にのぼる縄文時代の建物跡の発見であった。その内訳は、建物跡223（建て替えを含め372）棟、竪穴建物11棟、掘立柱建物跡3棟である。その他に土坑やピット、野外炉、祭祀遺構なども発掘された。
縄文早期のものとしては、土器、石器の他に落とし穴土坑、集石土坑が検出されている。
建物跡は時代的には縄文中期のもので、2015年（平成27年）の第11次調査終了時点で283棟、建て替えが行われた建物それぞれをカウントすると405棟の建物が検出されている。桜木遺跡における縄文中期の建物跡は、集落としての継続期間が約800年間と長く、また目黒川水系最大の縄文時代中期の集落であるのみならず、都内でも最も大きな集落の一つであると評価されている。建物1棟あたりの広さは約20平方メートル程度で、一時期に同時に存在した建物の数はおよそ40戸前後と推定される。
また、縄文時代中期中葉から後葉にいたるまでの「ムラ」の変遷をたどることが可能であり、「環状集落」と呼ばれる広場を中心としてドーナツ状に広がる当時の「ムラ」の様子や人々の生活について知ることもできる。これまで国分寺崖線沿いに存在する遺跡では縄文時代の大規模な集落遺跡が発見されていたが、内陸部にあたる目黒川・烏山川水系沿いにある縄文時代の大規模な集落遺跡は貴重なもので、学術的にも重要なものとされる。
桜木遺跡が縄文時代中期に都内最大級の集落を相当期間維持することが可能であった背景としては、豊かな自然環境の安定が挙げられる。縄文時代早期（約1万1000年前から約7000年前）から気候は温暖化に転じて安定し、縄文時代中期（約5500年前から4500年前）には温暖化のピークが過ぎたものの、自然環境は安定し続け、人口も急激な増加を見たと推定がなされている。まず遺跡がある台地の北部はこれまでの発掘によれば建物の検出が少なく、クリなど食料供給源となる林が存在していたと推定されており、また桜木遺跡の西側に広がる台地など近隣の遺跡との間に広がる台地や、台地辺縁の傾斜地もまた、桜木遺跡に住んでいた人々の食料の供給源となっていたものと推測される。そして近隣には桜木遺跡ほどの広さの平坦面を持つ台地は無く、東側には沖積平野が広がっており、遺跡直下で烏山川、細谷戸川が合流している。烏山川と細谷戸川の合流地点付近は水場に恵まれ、しかも治水が困難な時代であっても河川と台地に高低差があったために氾濫のおそれも少なく、また水産、動植物の資源も豊富な土地柄であったと考えられる。このように桜木遺跡は近隣の中で最も広い平坦面を持つ台地上に立地し、水や食料資源に恵まれた環境に支えられ、縄文時代中期に長期間にわたって大規模な集落を維持していたものと見られている。
第1次調査では、主に縄文中期の建物跡から土器・土製品が計506点、石器16,627点、石製品17点が発掘された。縄文時代中期の中でも最も古い建物は第1次調査で発見された阿玉台（おたまだい）1b式のものであるが、阿玉台式の時期はまだ集落を形成することはなかった。桜木遺跡で集落の形成が認められるのは勝坂2式の後半期になってからである。桜木遺跡の集落は直径約150メートルに及ぶドーナツの形に似た環状をしていたと考えられ、発掘結果から、まず集落が形成された勝坂2式から加曽利E2式までは1つの環状集落、加曽利E3式以降は2つの環状集落が形成されたと考えられていたが、発掘調査が進行して多くの建物跡が検出されていく中で、集落形成期の勝坂2式期から2つの環状集落が形成されていた可能性が指摘されるようになった。
桜木遺跡の集落は縄文時代中期末の加曽利E4式の終了期まで継続していることが確認できるものの、縄文時代後期が始まる称名寺期以降の住宅跡は検出されていない。
土器は縄文早期から晩期までのものが出土していて、早期は撚糸文系・条痕文系、前期が諸磯b式、中期が五領ヶ台（ごりょうがだい）式、阿玉台式、勝坂式、加曾利E式、曽利式、連弧文系、大木式8a・b式、後期では称名寺式、堀之内式、晩期のものでは安行IIIc式である。土製品は耳栓、土器片錘、土製円盤、土玉、皿状土製品である。2015年（平成27年）に行われた第11次調査では、これまで規模の大きな集落のみで出土している三角柱状土製品（世田谷区では初めての出土であり、ほぼ完形であった）が発見された。三角柱状土製品は土偶などと比較してもはるかに出土数が少ない貴重な遺物であり、使い方ははっきりしないものの、祭りに使用されたのではとの推測がなされている。第11次調査では、土器片（縄文時代中期）を再加工して漁網用の錘に作り替えたと推定される土器片加工錘も出土している。
石器ではポイント、打製石斧、磨製石斧、石鏃、石皿、磨石、袂入磨石、敲石、凹石、礫器、石錘、台石、石棒、削器、掻器、石錐、石核、2次加工のある剥片、剥片、砕片、ピエス・エスキーユなどである。石製品は、硬玉製大珠、玦状耳飾、垂飾、軽石製品である。

#### 弥生時代
第8次調査（その1）で、弥生時代中期後半の土器4点が出土した。この土器は、「中部高地系の影響」がうかがえるものという。

#### 古墳時代
古墳時代の遺構等は、第1次調査で発見されている。発掘当初、古墳時代中期の集落の発見は予想されていなかった。この発見によって、古墳時代における武蔵野台地内陸部の開発が従来考えられていた古墳時代後期（6世紀）より1世紀近く早まることになった。
発見された遺構は、時期としては中期（5世紀）と後期（6世紀）に分けられる。中期の遺構は前後2段階に細分化されていて、建物跡5棟と竪穴建物2棟、土坑3基が前半、建物跡5棟と竪穴建物4棟、土坑1基が後半のものである。桜木遺跡調査会発行の『桜木遺跡I』では、これらの遺構について「ともに5世紀第2四半期中の短期継続型集落」と記述している。
後期の遺構は、6世紀後半の大型建物1棟のみが見つかった。『桜木遺跡I』では、単独で存在するとは考えにくいとして「今回調査区より北側に同時代の集落が展開している可能性」を指摘した。なお、この遺構からは垂木と思われる炭化した木材と焼土が多量に見つかるなど、火災によって焼失した痕跡が見受けられる。

#### 平安時代
平安時代（10世紀）の遺構等が見つかったのも、第1次調査であった。平安時代の遺構等についても、発掘当初は予想されていないことであった。建物跡1棟と竪穴建物1棟で、このうち建物跡については尾根筋にあたる集落跡の最高地点に単独で存在していたため、一般の居住用建物ではなく烽火管理者の建物であった可能性がある。

#### 近世以降・近現代
近世以降から近現代に至る遺構等も、各次調査で発掘されている。近世以降に掘られた溝は、農地の区画溝（根切溝）と考えられていて、古くはこの付近が農地として利用されていたことを示している。
第8次調査（その3）で発掘された近世の土壙墓69基は、勝光院（東京都世田谷区桜一丁目26番35号に現存）の旧墓地と推定されている。江戸時代に寺域の変更があった際、勝光院は入口を東側に移動し、旧墓地も改葬したと考えられている。
近代に掘られた土坑は、その大部分が第2次世界大戦に際して造られた待避壕（防空壕）である。第1次調査で181基見つかった土坑のうち、180基が待避壕であると考えられている。その形態は多岐に及び、比較的少人数用のものから大型のものまである。これらの待避壕以外にもその後の工事等によって土壌が攪乱され、失われたものが多数あったことが推定されている。待避壕は、第2次調査以降でも少数が発掘されている。
なお、縄文時代中期の大規模な集落が放棄された縄文時代後期以降、現代の住宅、道路建設等による大規模な土地利用の改変がなされるようになるまで、基本的に建物跡が攪乱された形跡は無く、このことから縄文時代中期の建物跡を消失させるような大規模な土砂崩れなどの自然災害は発生しなかったものと考えられている。

## 文化財指定
桜木遺跡から出土した遺物は、世田谷区宇奈根考古資料室（世田谷区宇奈根一丁目8番21号）に保管されている。これらの遺物のうち、2005年（平成17年）度の調査で出土した建物群の遺構から発見されたものを中心とした4,500年-5,300年ほど前の縄文時代の遺物が、2009年（平成21年）12月10日に「桜木遺跡出土の縄文時代遺物一括」として世田谷区の指定有形文化財（考古資料）に指定された。
その内訳は、縄文土器127点、土製品506点、石器4,978点と石製品17点（合計5,628点）である。これらの遺物は、縄文時代中期の人々の生活について知る上で重要な資料と評価された。
2010年（平成22年）3月、世田谷区役所第2庁舎1階ホールで、桜木遺跡からの出土品のうちから壺や石製品などの一部と、遺跡の全体写真が展示された。同年6月5日から7月3日まで、文化財に指定された遺物のうち95点が宇奈根考古資料室展示室で特別に展示された。この展示では写真やイラストなどのパネルを使ったり、来場者のリクエストによって学芸員が展示品の解説を行ったりしたことが好評で迎えられて、地元住民の他に世田谷区の内外からも300人以上が来場した。